# Rui Águas
José Rui Lopes Águas (ur. 28 kwietnia 1960 w Lizbonie) – portugalski piłkarz grający na pozycji napastnika. Jest synem Joségo Águasa, także reprezentanta Portugalii oraz zawodnika Benfiki i Austrii Wiedeń.

## Kariera klubowa
Karierę piłkarską Águas rozpoczął w klubie GD Sesimbra, a następnie grał też w Atlético Clube de Portugal z Lizbony. W 1983 roku przeszedł do Portimonense S.C. i w sezonie 1983/1984 zadebiutował w nim w pierwszej lidze portugalskiej. Od czasu debiutu był podstawowym zawodnikiem Portimonense, a w 1985 roku odszedł do stołecznej Benfiki. Swój pierwszy sukces z Benficą osiągnął w 1986 roku, gdy zdobył Puchar Portugalii. Rok później po raz pierwszy w karierze wywalczył mistrzostwo Portugalii. Wiosną 1988 roku wystąpił w finale Pucharu Mistrzów z PSV Eindhoven (0:0, k. 5:6).
Latem 1988 roku Águas przeszedł do FC Porto, w którym grał przez dwa lata. Za czasów gry w tym klubie został raz mistrzem kraju w 1990 roku. Po tym sukcesie wrócił do Benfiki, a w sezonie 1990/1991 z 25 golami został królem strzelców ligi przyczyniając się do wywalczenia przez Benficę tytułu mistrza Portugalii. W 1993 roku zdobył kolejny krajowy puchar, a w 1994 roku po raz ostatni w karierze wywalczył mistrzostwo Portugalii.
Latem 1994 Águas przeszedł do Estreli Amadora. Po pół roku gry w tym klubie trafił do włoskiej Reggiany. W 1995 roku zakończył karierę piłkarską w wieku 35 lat.
8 sierpnia 2014 roku został mianowany selekcjonerem reprezentacji Republiki Zielonego Przylądka.
| Sezon   | Klub               | Kraj       | Rozgrywki        | Mecze | Bramki |
| ------- | ------------------ | ---------- | ---------------- | ----- | ------ |
| 1983/84 | Portimonense S.C.  | Portugalia | Primeira Divisão | 26    | 3      |
| 1984/85 | Portimonense S.C.  | Portugalia | Primeira Divisão | 20    | 7      |
| 1985/86 | SL Benfica         | Portugalia | Primeira Divisão | 22    | 10     |
| 1986/87 | SL Benfica         | Portugalia | Primeira Divisão | 27    | 13     |
| 1987/88 | SL Benfica         | Portugalia | Primeira Divisão | 25    | 12     |
| 1988/89 | FC Porto           | Portugalia | Primeira Divisão | 33    | 13     |
| 1989/90 | FC Porto           | Portugalia | Primeira Divisão | 31    | 17     |
| 1990/91 | SL Benfica         | Portugalia | Primeira Divisão | 27    | 25     |
| 1991/92 | SL Benfica         | Portugalia | Primeira Divisão | 14    | 5      |
| 1992/93 | SL Benfica         | Portugalia | Primeira Divisão | 23    | 6      |
| 1993/94 | SL Benfica         | Portugalia | Primeira Divisão | 25    | 6      |
| 1994/95 | Estrela Amadora    | Portugalia | Primeira Divisão | 9     | 4      |
| 1994/95 | A.C. Reggiana 1919 | Włochy     | Serie A          | 12    | 0      |

## Kariera reprezentacyjna
W reprezentacji Portugalii Águas zadebiutował 3 kwietnia 1985 roku w przegranym 0:2 towarzyskim meczu z Włochami. W 1986 roku został powołany przez selekcjonera Joségo Augusta Torresa do kadry na Mistrzostwach Świata w Meksyku, gdzie zagrał jedynie w meczu z Marokiem (1:3). Od 1985 do 1993 roku rozegrał w kadrze narodowej 31 meczów i zdobył 10 goli.